# 265-й гвардійський мотострілецький полк (СРСР)
265-й гвардійський мотострілецький орденів Суворова III ступеню і Олександра Невского полк (в/ч 86841 (м.Високе Мито), в/ч 55316-Г, пізніше в/ч 25777 (с.Клугино-Башкирівка), 265 гв. мсп) — гвардійський підрозділ СРСР, на основі якого після розпаду СРСР було створено 17-й полк національної гвардії України.

## Історія
| Назви полку                                                                        | Дати існування  |
| ---------------------------------------------------------------------------------- | --------------- |
| 265-й гвардійський стрілецький полк рос. 265-й гвардейский стрелковый полк         | до 1957 року    |
| 265-й гвардійський мотострілецький полк рос. 265-й гвардейский мотострелковый полк | 1957 — 1992 рр. |

### Німецько-радянська війна
Полк брав участь у битві за Сталінград. Його завданням було втримання в оточенні 6-ту армію Паулюса, а також не допустити деблокування армії зі сторони частин Манштейна, які проривалися (Група армій «Дон»). Після Сталінграду полк одразу звільнив Ростов-на-Дону, Ростовську область, частину Донбасу з містом Шахти (Ростовська операція). Радянські війська були зупинені на річці Міус, де німці побудували сильно укріплений оборонний рубіж. Ця лінія оборони створювалася протягом двох років. Правий фланг 180-кілометрової лінії прикривав Таганрог, лівий — Луганськ. Тут фронт стабілізувався до серпня 1943 року.
В ході Донбаської операції (1943 рік) Міус-фронт було прорвано. Під командуванням гв. майора Михайлова В. Н. 265 гв. сп відбив у німців у районі ріки Міус с. Калинівка (зараз Григорівка) — найважливіший пункт для подальшого наступу червоної армії.
Особливо запеклі бої відбувалися з 17 липня по 2 серпня 1943 року за плацдарм в районі села Степанівка.
Станом на 10 травня 1943 року 265 гвардійський стрілецький полк входив до складу 86-ї гвардійської стрілецької дивізії (до 16.04.1943 колишня 98-ма стрілецька дивізія [ІІ формування]) 1-й гвардійський стрілецький корпус.
В 1944 році полк звільняв південь України та Молдову, й вийшов за межі державного кордону Радянського Союзу. Після Другої Яссько-Кишинівської операції в німців не залишилось сил для спротиву. Швидко вдалося подолати Румунію, Балканські гори, звільнити Болгарію та Югославію.

В ніч з 12 на 13 березня 1944 року на річці Інгулець полк рішуче вступив до бою й забезпечував правий фланг дивізії,раптовою атакою увірвався в траншеї супротивника, де знищив до 200 солдатів і офіцерів, і 40 солдатів полонив. Полк підручними засобами переправився через р. Інгулець, в цьому бою полк поніс виняткові малі втрати.
1 квітня 1944 року — 86-й гвардійській стрілецькій дивізії присвоєно почесне найменування «Миколаївська».
20 квітня 1944 року — 86-й гвардійській стрілецькій Миколаївській дивізії нагороджена орденом Червоного Прапора.
З 6 по 14 жовтня 1944 року полк у боях під Белградом у районі с. Борча зруйнував великий залізничний вузол німців, який прикривав підступи до Белграду з півночі.
22 жовтня 1944 року полк після здобуття м. Кішкунгалаш (Угорщина) прорвав сильно укріплену оборону супротивника й шляхом паралельного переслідування перерізав дорогу противнику, зайняв м. Іжак (Угорщина). Полк в боях на північний захід від Будапешту витримав до 30 атак у багато разів переважаючих сил супротивника, знищивши при цьому до 700 солдатів і офіцерів противника, за що його було нагороджено орденом «Олександра Невського». В боях за Естергом, Токод в Угорщині й у наступальних боях за укріплені села Прелленкірхен, Хусдгайм, Бад-Дойч-Альтенбург, велику залізничну станцію Штрассхоф у Австрії полк здобув вищевказані населені пункти.

### Після війни
У 1957 році стрілецькі частини й з'єднання були перейменовані в мотострілецькі.
У повоєнний час 265 гв. мсп (в/ч 44138) входив до складу 86-ї гвардійської стрілецької Миколаївської Червонопрапорної дивізії. 86 гв. мсд була виведена з Австрії до Одеського ВО, спочатку входила до складу 24-го гвардійського стрілецького корпусу 7-ї гвардійської загальновійськової армії, а потім 82-го АК 14-ї гв. ЗА.
В 1968 році 265 гв. мсп увійшов до складу 48-ї мотострілецької дивізії, яка входила до складу 14-ї армії Одеського ВО. І в серпні того ж року 265 гв. мсп у складі дивізії був передислокований до м. Високе Мито. Полк був у другому ешелоні вторгнення радянських військ до Чехословаччини.
До 1990 року полк перебував у складі ЦГВ у м. Високе Мито, в/ч пп 86841.
26 лютого 1990 року в Москві було підписано угоду про повне виведення радянських військ з ЧССР. 265 гв. мсп був виведений на 1-му етапі виведення військ з 26 лютого по 31 травня 1990 року в смт. Клугино-Башкирівка Чугуївський район Харківська область до військового містечка розформованої 75-ї гвардійської танкової дивізії (в/ч 44735).
На підставі Постанови Ради Міністрів СРСР № 587-86 від 16 червня 1990 року 48 мсд передана до складу КДБ СРСР і стала називатися 48-ма мотострілецька дивізія спеціального призначення КДБ СРСР. 265-й гв. мсп з 16 червня 1990 року по 27 серпня 1991 року входив до складу 48-ї мсд СН КДБ СРСР.
Відповідно до директиви МО СРСР № 314/3/01131 від 11 вересня 1991 року 48 мсд СН КДБ СРСР перейменована в 48 мсд і передана до складу Київського військового округу. 265 мсп перестав бути полком КДБ СРСР.

### У незалежній Україні
12 січня 1992 року весь особовий склад полку прийняв військову Присягу на вірність народу України.
Відповідно до директиви МО України № 115/1/050 від 17 березня 1992 року 48 мсд передана до складу НГУ.
З 20 березня 1992 року по 16 серпня 1992 року 265-й гвардійський мотострілецький ордена Олександра Невського полк виконував завдання в зоні особливого режиму, в районі державного кордону України з Республікою Молдова. Завданням полку стала локалізація конфлікту з української сторони, недопущення поширення збройного протистояння з Придністров'я на територію України.
Відповідно до наказу Командувача НГУ № 026 від 25 серпня 1992 року 48 мсд перейменована в 6-ту дивізію НГУ, а 265 мсп переформувано в 17-й полк НГУ.

## Структура
- управління (штаб)
- 1-й мотострілецький батальйон
- 2-й мотострілецький батальйон
- 3-й мотострілецький батальйон
- танковий батальйон
- артилерійський дивізіон

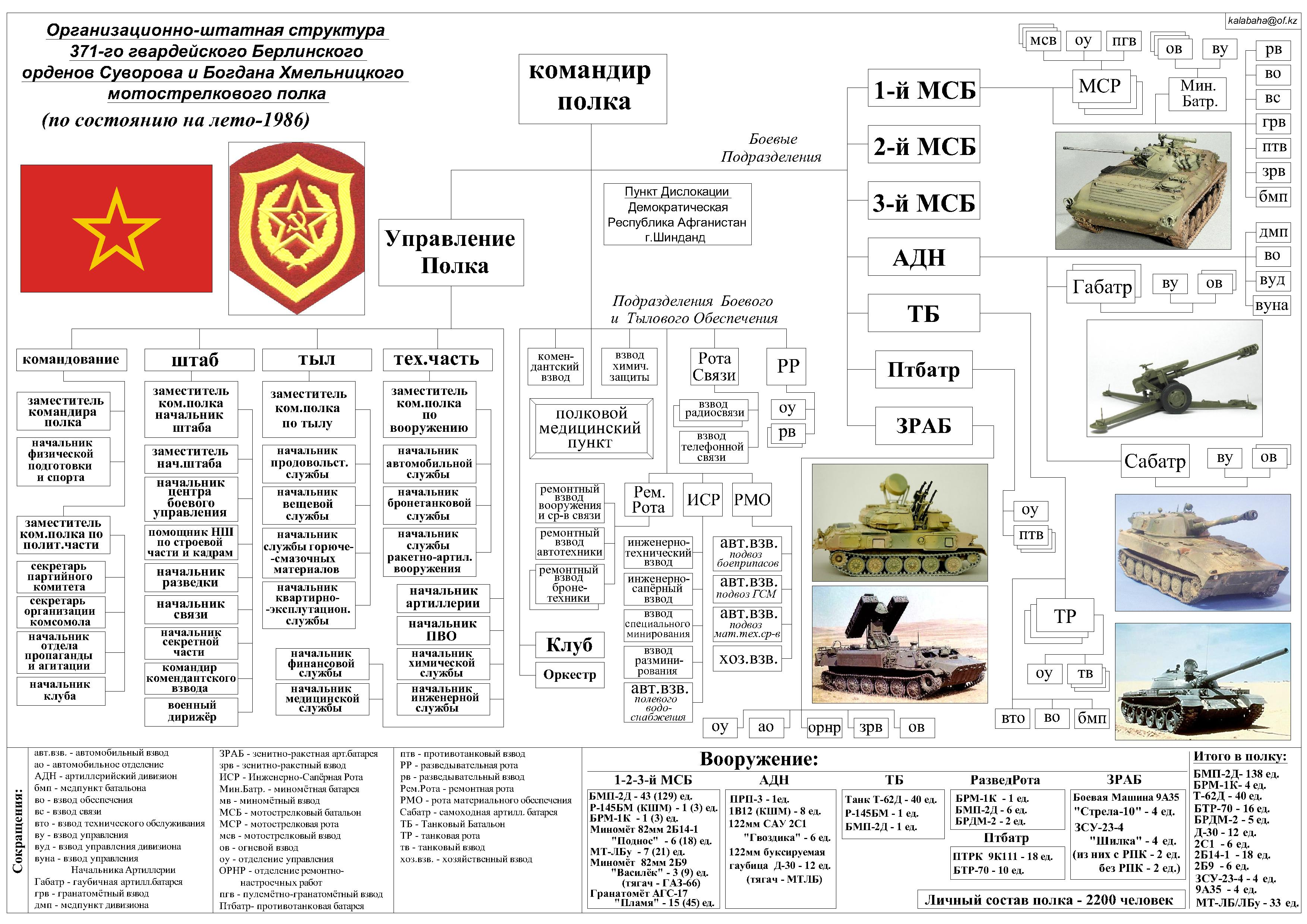
Типова організаційно-штатна структура моторизованого стрілецького полку, 1986 рік

- зенітно-ракетний дивізіон[14][15]. Озброєння: ЗСУ-23-4 «Шилка», Стріла-10, ЗУ-23-2
- протитанкова батарея
- розвідувальна рота
- рота зв'язку

## Командування

### Командувачі
| 1 | 05.10.1942—05.10.1943       | Пищенко Петро Григорович           |  | ? — ?             | на 06.02.1943 командир 308 сп 98 сд |
| 2 | 07.06.1943—31.07.1943       | Михайлов Василь Нилович            |  | 1913 — 6.10.1944  | Як командир 265 гв. сп 86 гв. сд: — на посаді командира 265 гв. сп в районі Міуса була відбита у німецьких військ с. Калинівка — важливий пункт для подальшого наступу Червоної армії. Був важко поранений, лікувавася 9 місяців в госпіталі, потім повернувся у свою військову частину. Наказом військам 2 гв. армії № 33/Н від 09.05.1944. Як командир 262 гв. сп 87 гв. сд: (посмертно) — за наступальні операції на початку жовтня 1944 на р. Дубіса (Литва). Убитий 06.10.1944. Наказом військам 2 гв. армії № 128/Н від 26.11.1944. |
| 3 | на 12.08.1943               | Циркінд                            |  | ? — ?             | |
| 4 | на 28.08.1943 до 5.11.1943  | Подборонов Костянтин Олександрович |  | 1914 — 05.11.1943 | Как начальник штаба 72 гв. сп 24 гв. сд: — Бой за высоту 40.8. Приказом войскам Волховского фронта № 098/Н от 17.09.1942, — Приказом войскам Южного фронта № 37/Н от 15.02.1943. Как командир 265 гв. сп 86 гв. сд: Был убит 05.11.1943, захоронен в братской могиле в г. Макеевка (Донецкая область). |
| 5 | на 22.111.1943 — 04.02.1946 | Папков Олександр Степанович        |  | 1905 — ?          | — Бой, переправа в ночь 12-13.03.1944 на реке Ингулец. Приказом войскам 28 армии № 17/Н от 25.03.1944., — за выслугу лет в Красной Армии, — Бои в Югославии, Венгрии и Австрии (1944—1945). Приказом войскам 46 армии (сентябрь 1945). — Награждение к 40-летию Победы. Приказом № 87 от 06.04.1985. |

- 07.12.1943 — 27.12.1943 — Скобелев Федор Андреович, отстранен
- с 27.12.1943 — Херасков Владимир Петрович (1909 г. р.). Награждён: орден Красного Знамени, орден Отечественной войны I степени, орден Олександра Невского.

#### Після війни
265 гв. мсп
- з 19.12.1945 — 1948 рік — гв. полковник Лещев Иван Иванович [Архівовано 5 березня 2016 у Wayback Machine.] (1903 г. р.). Во время ВОВ был командиром 942 сп 268 сд, 110 ск, 42 армия 2-й Прибалтийский фронт. Награждён: орден Леніна, 3 Ордени Червоного Прапора, орден Олександра Невського, орден Червоної Зірки.
- в 60-х годах — гв. полковник Лаца
- в 60-х годах — гв.полковник Ульянов (Герой Радянського Союзу)
- в 60-х годах — гв.полковник Корнієшко
- в 70-х годах — гв. полковник Литвинов Федір Іванович
- 1973—1976 год — підполковник Семенов В. В., в майбутньому — головнокомандувач Сухопутних військ РФ
- 1978—1981 год — гв. полковник Макаров
- 1981—1984 год — Палій Віктор Миколайович (1949 р. н.)[17].
- 1984—1986 год — гв. підполковник Дейкун В.
- 1986—1987 год — гв. майор Новоселов
- 1987—1989 год — гв. підполковник Ігнатенко
- 1989—1990 год — гв. підполковник Крутов Геннадій Миколайович
- 1990—1992 год — гв. підполковник Лавниченко Олександр Васильович